# Josef Kubiš
Josef Kubiš (* 14. října 1943) je bývalý český politik, v 90. letech 20. století poslanec České národní rady a Poslanecké sněmovny za KDU-ČSL, v letech 2001-2008 ředitel úřadu Středočeského kraje, později regionální politik TOP 09.

## Biografie
Ve volbách v roce 1990 a znovu ve volbách v roce 1992 byl zvolen do České národní rady za KDU-ČSL (volební obvod Severomoravský kraj). Zasedal ve výboru pro veřejnou správu, regionální rozvoj a životní prostředí.
Od vzniku samostatné České republiky v lednu 1993 byla ČNR transformována na Poslaneckou sněmovnu Parlamentu České republiky. Zde setrval do konce funkčního období parlamentu, tedy do voleb v roce 1996. Za KDU-ČSL neúspěšně kandidoval ve sněmovních volbách v roce 1996.
Po krajských volbách v roce 2000 se v lednu 2001 jistý Josef Kubiš z KDU-ČSL (věk 57 let) uvádí jako nově jmenovaný ředitel středočeského krajského úřadu a člen zastupitelstva kraje za KDU-ČSL. Profesí soukromý podnikatel z Nymburka. Ve funkci setrval do roku 2008. V komunálních volbách v roce 1998 neúspěšně kandidoval do zastupitelstva města Nymburk za KDU-ČSL (profesně uváděn jako náměstek IPS Praha). Opětovně se o vstup do zastupitelstva v Nymburku pokoušel bez úspěchu v komunálních volbách v roce 2010, profesně je nyní uváděn jako emeritní ředitel krajského úřadu. Kandidoval za TOP 09. V roce 2009 byl zvolen členem předsednictva TOP 09 ve Středočeském kraji. Do května 2011 byl předsedou regionální organizace TOP 09 v Nymburku.